# Robert II. (Flandern)

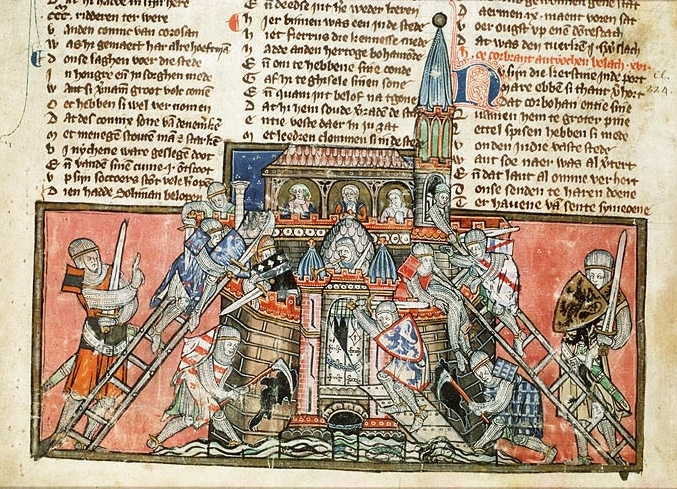
Die Kreuzfahrer erobern Antiochia. Links Gottfried von Bouillon, rechts Robert II. von Flandern. Darstellung aus einer Ausgabe des Spieghel Historiael von Jacob van Maerlant, erste Hälfte des 14. Jahrhunderts.

Robert II., genannt von Jerusalem (lat.: Robertus Hierosolimitanus; * um 1065; † 5. Oktober 1111 bei Meaux), war ein Graf von Flandern aus dem Haus Flandern. Er war der älteste Sohn des Grafen Robert I. des Friesen und der Gertrude Billung, einer Tochter des Herzogs Bernhard II. von Sachsen.

## Leben
Robert übernahm bereits in den Jahren 1086 bis 1090 die Regentschaft in Flandern, während sein Vater eine Pilgerreise in das heilige Land beging. Nach dem Tod des Vaters 1093 konnte er von seinem Vetter aus dem Hennegau unbestritten in der Grafschaft Flandern nachfolgen. Er nahm am ersten Kreuzzug teil, bei dem er sich vor allem bei der Schlacht von Doryläum, der Belagerung Antiochias, der Belagerung Jerusalems und der abschließenden Schlacht von Askalon hervortat. Aufgrund dieser Teilnahme wurde er als Robert von Jerusalem oder Robert der Kreuzfahrer bekannt. Spätestens im Frühjahr 1100 war er wieder in Flandern.
Am 10. März 1101 schloss Robert in Dover ein Bündnispakt mit König Heinrich I. von England, indem er ihm 1000 Ritter für eine jährliche Zahlung von 500 Silbermark zur Verfügung stellte. Damit vertiefte er die Allianz Flanderns mit England, die bereits von seinem Vater begonnen wurde. Am 17. Mai 1110 wurde das Bündnis erneut in Dover vertraglich bestätigt, indem Robert 500 weitere Ritter für 400 Silbermark an den anglo-normannischen König verkaufte. Sein Bündnis mit Heinrich I. von England hinderte Robert nicht daran auch Partei für dessen Erzrivalen und seinen Lehnsherrn, König Ludwig VI. von Frankreich, zu ergreifen. Ihn unterstützte er 1111 im Kampf gegen den rebellierenden Grafen Theobald IV. von Blois und wurde dabei in einem Gefecht bei Meaux tödlich verwundet. Bestattet wurde er in der Abtei Saint-Vaast in Arras.
Robert war seit etwa 1092 verheiratet mit Klementia († um 1133), einer Tochter des Grafen Wilhelm I. von Burgund. Ihr gemeinsamer Sohn war Graf Balduin VII. von Flandern († 1119).